# مديرية إيكا
مديرية إيكا (بالإنجليزية: Ica District)‏ هي المستوى الثالث من التقسيم الإداري في بيرو، تتبع مقاطعة إيكا، عاصمتها إيكا، تبلغ مساحتها 887.51 كيلومتر مربع.